# Айнабулацький сільський округ (Зайсанський район)
Айнабула́цький сільський округ (каз. Айнабұлақ ауылдық округі, рос. Айнабулакский сельский округ) — адміністративна одиниця у складі Зайсанського району Східноказахстанської області Казахстану. Адміністративний центр — село Айнабулак.
Населення — 2511 осб (2021; 2439 у 2009, 2929 у 1999, 2696 у 1989).
Станом на 1989 рік існувала Теректінська сільська рада (села Айнабулак, Жанатурмис, Капітан, Талди, Чурчутсу) з центром у селі Айнабулак. Тоді ж село Октябрське перебувало у складі Зайсанської міської ради, а 1998 року передане до складу округу. Села Саритумсик та Талди були ліквідовані 2020 року.

## Склад
До складу округу входять такі населені пункти:
| Населений пункт    | Старі назви | Населення, осіб (1989) | Населення, осіб (1999) | Населення, осіб (2009) | Населення, осіб (2021) |
| ------------------ | ----------- | ---------------------- | ---------------------- | ---------------------- | ---------------------- |
| Айнабулак, село    | -           | 1726                   | 1894                   | 1519                   | 1836                   |
| --Саритумсик, село | Капітан     | 123                    | 89                     | 71                     | 8                      |
| Жанатурмис, село   | -           | 212                    | 328                    | 280                    | 270                    |
| --Сандиктас, село  | -           | -                      | -                      | 4                      | 1                      |
| Кайнар, село       | Октябрське  | 370                    | 406                    | 364                    | 356                    |
| Талди, село        | -           | 140                    | 92                     | 71                     | -                      |
| Ширшису, село      | Чурчутсу    | 125                    | 120                    | 130                    | 40                     |